# Gotfryd z Goleniowa
Gotfryd z Goleniowa (łac. Gotfridus de Golnow, niem. Gottfried von Gollnow, zm. po 1350) – pomorski prawnik, znawca prawa kanonicznego, kapelan księcia szczecińskiego Ottona I. Posiadał prawdopodobnie najliczniejszy i najpełniejszy księgozbiór prawniczy na ówczesnym Pomorzu.

## Życiorys
Pochodził z Goleniowa. Nie wiadomo, gdzie pobierał nauki początkowe, ani gdzie odbył studia – możliwe, że na jednym z uniwersytetów włoskich. Najpóźniej od 1319 pełnił funkcję jednego z dwóch kapelanów księcia Ottona I. Jednocześnie był proboszczem w Marianowie, a następnie (1325) w Wyszomierzu. W latach 1327–1328 pozostawał wikariuszem wieczystym przy kościele św. Katarzyny w Goleniowie. W bliżej nieznanym celu odbył podróż do kurii w Awinionie. Miało to miejsce prawdopodobnie w 1328 roku, gdyż 18 lutego tego roku papież Jan XXII mianował go kanonikiem kościoła pw. św. Pawła w Halberstadt. W 1340 roku wymieniany jako oficjał prepozytury w Stolpe – w tym charakterze przewodniczył komisji arbitrażowej. W latach 1340–1350 pełnił funkcję proboszcza w Dąbiu. Zmarł po 1350 roku.

### Związki z klasztorem w Jasienicy oraz księgozbiór
Gotfryd i jego rodzina byli związani z klasztorem kanoników regularnych w Jasienicy, który do 1306 roku sprawował patronat nad kościołem św. Katarzyny w Goleniowie. W 1326 roku Gotfryd przekazał kanonikom z Jasienicy 15 włók ziemi w Marszewie, z terminem wykonania po swojej śmierci. Liczył przy tym na pochówek w klasztorze, w którym spoczęli już uprzednio jego ojciec i bracia. Z bliżej nieokreślonych przyczyn w 1334 roku darował jednak tę samą ziemię szpitalowi Świętego Ducha w Goleniowie, również z terminem wykonania po swojej śmierci. Klasztorowi w Jasienicy darował wówczas – prawdopodobnie w ramach rekompensaty – część rękopisów prawniczych ze swego księgozbioru. Jednak książę Otton I w 1340 roku przesłał do goleniowskich rajców pismo, w którym oświadczał, że Gotfryd „pomylił się” przekazując ziemię szpitalowi. Zdaniem księcia dobra marszewskie pozyskane zostały przez szpital „z przemilczeniem prawdy”, w związku z czym transakcja nie miała żadnej mocy, a Gotfryd z Goleniowa odwołał ją, „co według prawa mógł i powinien był uczynić”. W ten oto sposób w rękach kanoników z Jasienicy pozostały i księgi, i ziemia.
Jak wynika z inwentarza klasztornego, dary Gotfryda obejmowały cały korpus ówczesnego prawa kanonicznego:
- Dekret Gracjana opatrzony glosą;
- Dekretały Grzegorza IX wraz z nieznaną skądinąd sumą Idziego Foscarariego(inne języki)[9];
- Kodeks prawa kanonicznego Bonifacego VIII;
- Dekretały papieskie i kanony soboru w Vienne;
- Spis treści dekretu Gracjana;
- Dzieło Bernarda z Botony;
- Repertorium Wilhelma Duranda;
- Postylla i Casus summarii Giovanniego d’Andrea;
- Zbiór formularzy do wystawiania rozmaitych dokumentów, być może używany w szczecińskiej kancelarii książęcej;
- Słownik Williama Bretona(inne języki).